# Chrastavec
Chrastavec (en allemand : Chrostau) est une commune du district de Svitavy, dans la région de Pardubice, en République tchèque. Sa population s'élevait à 228 habitants en 2024.

## Géographie
Chrastavec se trouve à 16 km au sud de Svitavy, à 70 km au sud-est de Pardubice et à 157 km au sud-est de Prague.
La commune est limitée par Bělá nad Svitavou au nord, par Brněnec au nord et à l'est, par Rozhraní et Študlov au sud, et par Vítějeves à l'ouest.

## Histoire
La première mention écrite du village date de 1318.

## Administration
La commune se compose de deux sections :
- Chrastavec
- Půlpecen

## Galerie

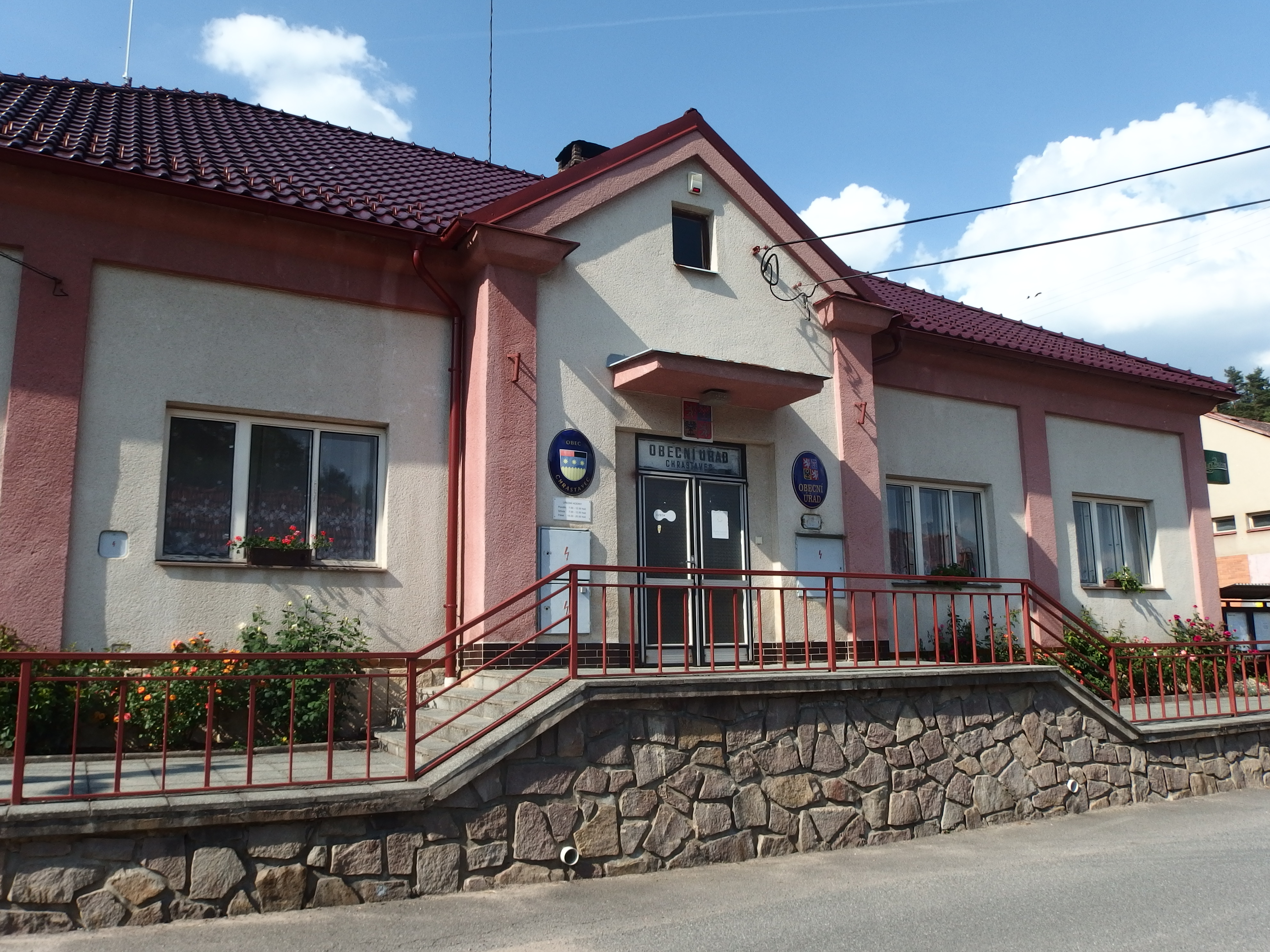
Chrastavec : la mairie.
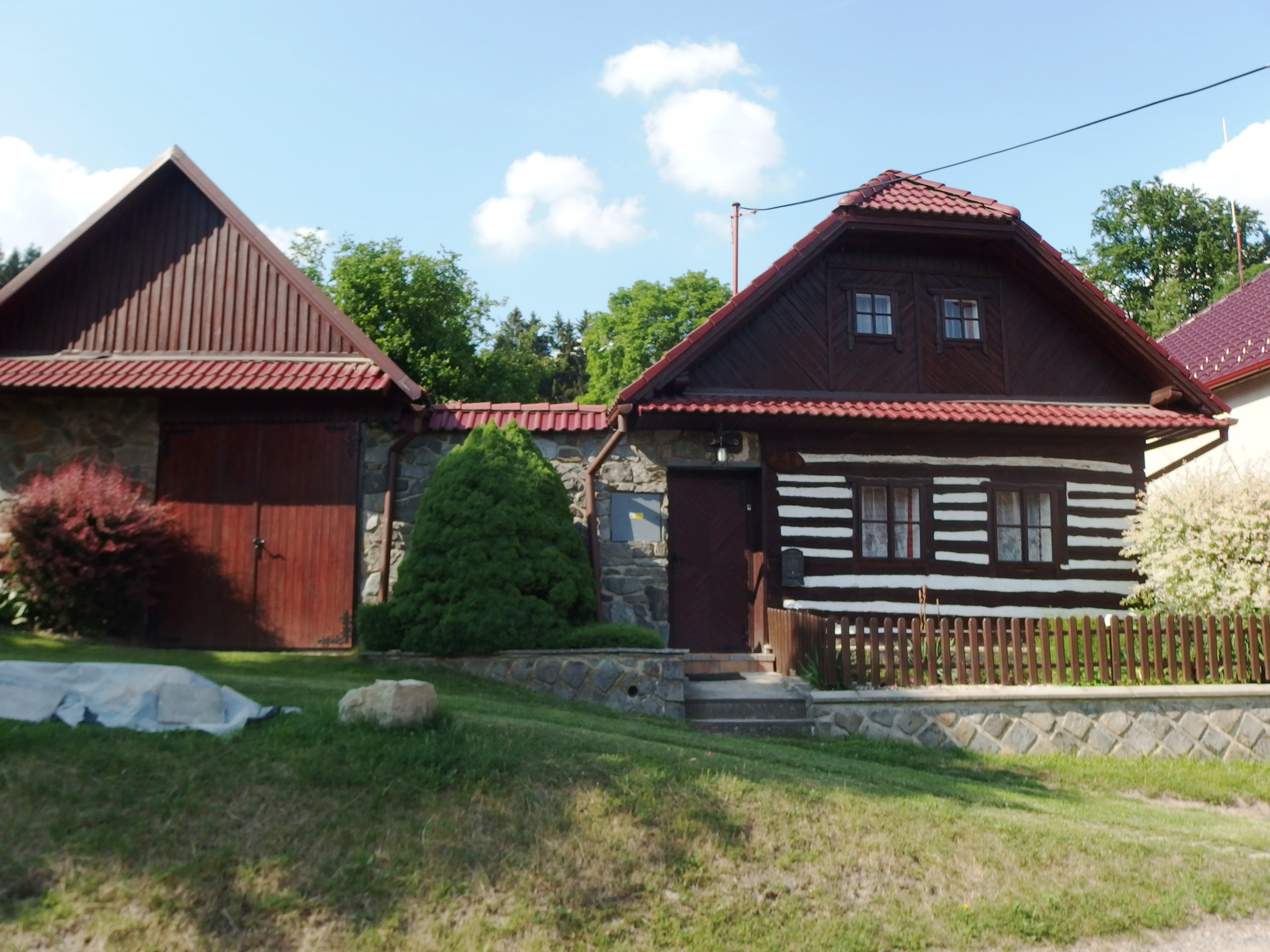
Maisons à Chrastavec.

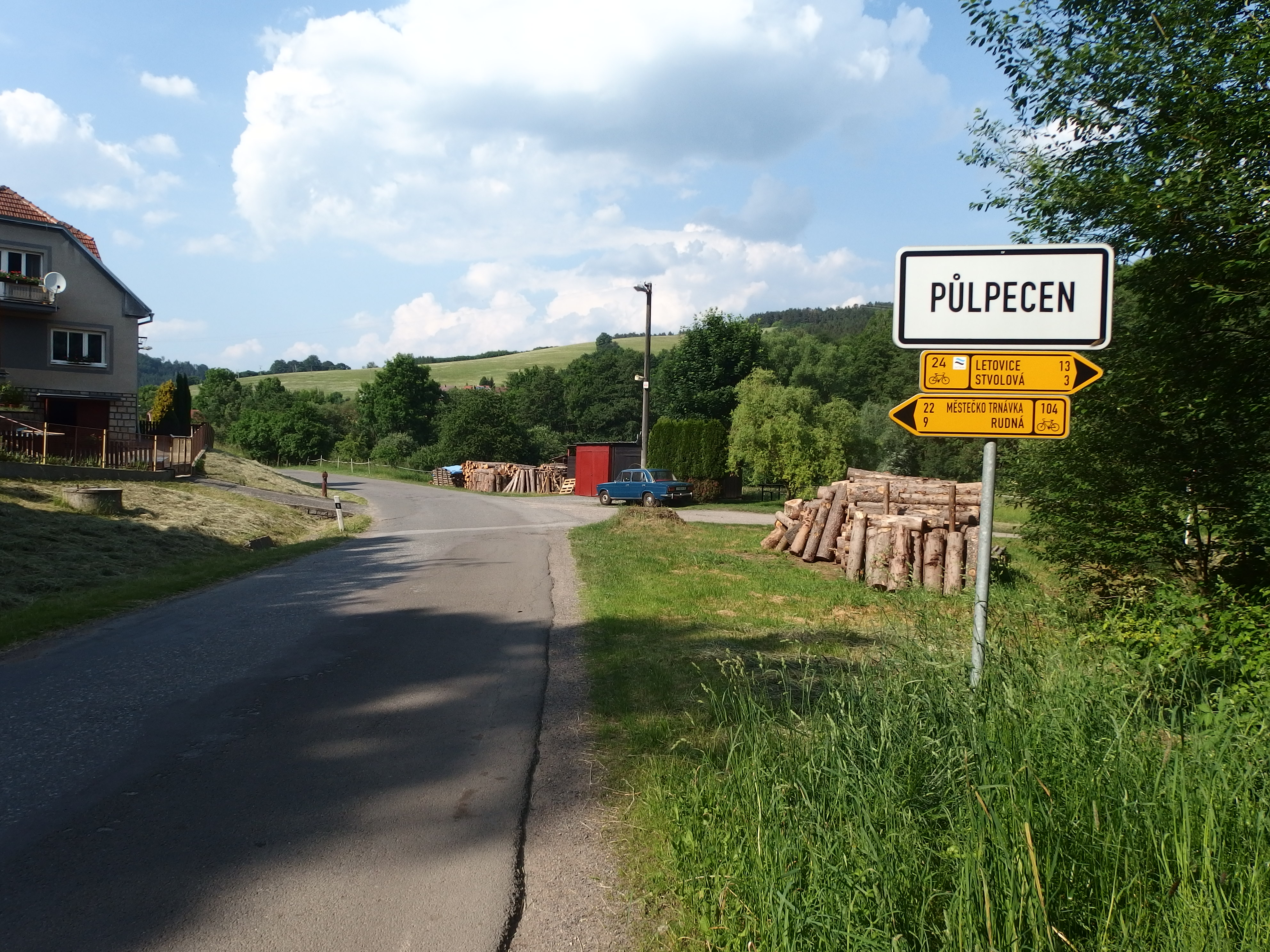
Entrée de Půlpecen.
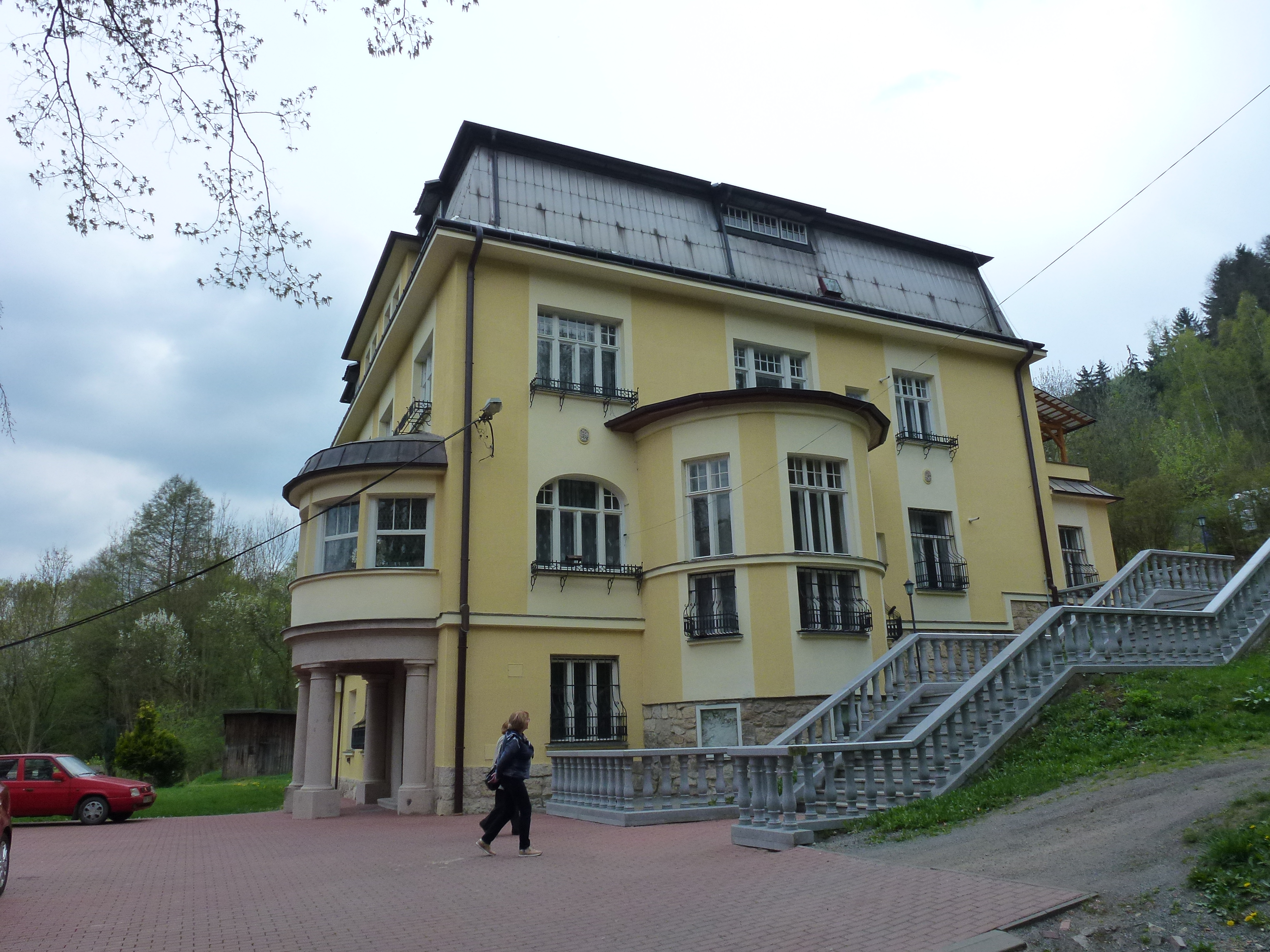
Půlpecen : villa Löw-Beer.

## Transports
Par la route, Chrastavec se trouve à 6,5 km de Březová nad Svitavou, à 23 km de Svitavy, à 55 km de Brno, à 99 km de Pardubice et à 211 km de Prague.